# Теория социального конфликта
Теория социального конфликта — это теоретическое обоснование конфликта.

## Предыстория возникновения и генезис теории социальных конфликтов
Еще задолго до официального рождения социологии существовали теории, рассматривающие общество в качестве организованного конфликта или борьбы между индивидами и социальными группами, между различными социальными слоями общества, между разными странами, религиями, поколениями, полами и т. д. Так, известный английский философ Томас Гоббс в своих воззрениях допускает большой элемент конфликта во всех социальных отношениях, он не сомневается в том, что «человек человеку волк», а в обществе естественным состоянием является «война всех против всех».
В конце XIX в. Герберт Спенсер сделал вывод о том, что общество отбирает в процессе естественного отбора лучших из лучших. Современник Спенсера Карл Маркс сформулировал иной взгляд на данную проблему. Он предположил, что социальное поведение может быть лучшим образом объяснено как процесс конфликта. Маркс сосредоточил внимание на борьбе различных классов в обществе.
Различия в теориях, выдвинутых Гоббсом, Спенсером и Марксом, указывают на решающее влияние исходных единиц анализа на ход исследования. Тогда как экономические классы прежде всего являлись единицами анализа у Маркса, Гоббс и Спенсер уделяли больше внимания отношениям между индивидами и обществом.
Однако конфликтная парадигма не ограничивается экономическим анализом. Выдающийся немецкий теоретик Георг Зиммель был, в частности, заинтересован в изучении конфликта в малых группах. Он замечал, что конфликты среди членов одной тесно связанной группы имеют тенденцию быть более интенсивными нежели конфликты среди людей, которые не разделяют общих чувств принадлежности к одной группе.

## Основные концепции теории социального конфликта
- концепция позитивно-функционального конфликта Льюиса Козера;
- конфликтная модель общества Ральфа Дарендорфа;
- общая теория конфликта Кеннета Боулдинга.

### Концепции Л. Козера
- обществу присуще неизбежное социальное неравенство = постоянная психологическая неудовлетворенность его членов = напряженность в отношениях между индивидами и группами (эмоциональное, психическое расстройство) = социальный конфликт;
- социальный конфликт как напряженность между тем, что есть, и что должно быть в соответствии с представлениями тех или иных социальных групп или индивидов;
- социальный конфликт как борьба за ценности и претензии на определенный статус, власть и ресурсы, борьбу, в которой целями противников являются нейтрализация, нанесение ущерба или уничтожение соперника.

### Конфликтная модель общества Р. Дарендорфа
- постоянные социальные изменения в обществе, переживание социального конфликта;
- любое общество опирается на принуждение одних его членов другими = неравенство социальных позиций по отношению к распределению власти;
- разница в социальном положении различных социальных групп и индивидов вызывает взаимные трения, противоречия = как результат — изменение социальной структуры самого общества.

### Общая теория конфликта Кеннета Боулдинга
- все конфликты имеют общие образцы развития = их подробное изучение и анализ предоставляет возможность создать обобщающую теорию — «общую теорию конфликта», которая позволит обществу контролировать конфликты, управлять ими, прогнозировать их последствия;
- Боулдинг утверждает, что конфликт неотделим от общественной жизни (в природе человека — стремление к борьбе с себе подобным);
- Конфликт — ситуация, в которой каждая из сторон стремится занять позицию несовместимую и противоположную по отношению к интересам другой стороны;
- 2 аспекта социального конфликта: статический и динамический. Статический — анализ сторон (субъектов) конфликта (личности, организации, группы) и отношения между ними = классификация: этнические, религиозные, профессиональные. Динамический — изучает интересы сторон как побудительные силы в конфликтном поведении людей = определение динамики конфликта = есть совокупность ответных реакций сторон на внешние стимулы.